# Paraputo taraktogeni
Paraputo taraktogeni är en insektsart som beskrevs av Rao 1950. Paraputo taraktogeni ingår i släktet Paraputo och familjen ullsköldlöss. Inga underarter finns listade i Catalogue of Life.